# Berg Qāf
Der Berg Qāf (persisch كوه قاف, DMG Kūh-i Qāf, arabisch جبل القاف, DMG Ǧabal al-Qāf) ist in der iranischen Mythologie ein die Welt umgebendes Ringgebirge, jenseits dessen das unendliche Nichts beginnt. Dieselbe kosmogonische Vorstellung gibt es bei zahlreichen altaischsprachigen Völkern in Zentral- und Nordasien. Das Elburs-Gebirge mit dem Damavand in Iran und Kuh-e Ghor (Ghwor) sowie Hindukusch in Afghanistan, Kaukasus und Ural kommen unter anderem als mögliche Lokalisierungen des Gebirges in Frage.

## Lokalisierungen
Der Name des Kaukasus ist sowohl in den Sprachen der islamischen Völker der Region – aserbaidschanisch Qafqaz, türkisch Kafkas oder persisch قفقاز, DMG Qafqāz, im Hebräischen wie auch bei den christlichen Völkern vom mythologischen Berg Qaf abgeleitet: russisch Кавказ, Kawkas, armenisch Կովկաս Kavkáz (Kapkoh), hebräisch קווקז Kavkáz. Der arabische Name für den Kaukasus Ǧabal al-Qāf stellt eine Übernahme aus dem Mittelpersischen dar. In den Turksprachen steht Qaf für den realen Gebirgszug und zugleich für das mythologische Ringgebirge. Auf russischsprachigen Landkarten wird auch das zentralasiatische Gebirge Tian Shan so bezeichnet. Die Kirgisen nennen eine zentrale Bergkette im Tian Shan, deren Gipfel über 5000 Meter hoch ist, Köyqap oder Qap-too. Diese Namensgebung ist jedoch jüngeren Datums, denn im kirgisischen Nationalepos Manas, das von Epensängern (Manaschis) bis ins 19. Jahrhundert nur mündlich überliefert wurde, kommt sie nicht vor. Erst in einer Version des Manas von 1920 wird Köyqap als Grenze zwischen der Menschenwelt und der Welt der Elfen (Peris) und Ungeheuer erwähnt.
In den mittelpersischen kosmogonischen Schriften des Bundahischn, die im 8./9. Jahrhundert zusammengestellt wurden, in ihrem Kern jedoch bis in die Zeit vor Zarathustra zurückgehen, wird das Elburs-Gebirge entsprechend lokalisiert.
Der persische Autor Hamdullāh Mustawfī-i-Qazwīnī beschrieb im 14. Jahrhundert in seiner Kosmografie Nuzhat al-qulūb einen langen, von Westen nach Osten verlaufenden Gebirgszug, der sich von Arabien bis Turkestan erstreckte und den er als Teil des großen Ringgebirges Qaf verstand. Hierzu gehörten demnach auch das Elburs-Gebirge. Der arabische Geograf Ibn Ḥawqal (zweite Hälfte 10. Jahrhundert) schrieb von einem weltumspannenden Gebirge, das sich von China über den Hindukusch, Elburs und Kaukasus bis nach Syrien und Nordafrika erstreckte. Beide Autoren hielten Kaukasus und Elburs für miteinander verbunden.
Koh-e Qāf galt als spiritueller Ort für Sufi-Dichter. Er wurde noch im 19. Jahrhundert und in einer in den 1980er Jahren bei den Paschtunen aufgezeichneten Erzählung als verbotener Garten mit seltsamen Wesen darin mystifiziert. Ein Bezug zum Hindukusch kann sich in der Namensgebung Koh-i-Kaf für ein „ungläubiges“ Volk in Kafiristan im Nordosten Afghanistans zeigen. Deren Name Kafiri (heute Nuristani) wird jedoch meist von arabisch kāfir („Ungläubige“) abgeleitet. Allgemein stand Qaf für den entlegensten Platz der Erde, wobei sich in der mittelalterlichen islamischen Geografie die zentralasiatischen Gebirge mit mythologischen Vorstellungen verbanden.

## Mythos vom Ringgebirge
Der Mythos eines die Erde umspannenden Ringgebirges reicht weit in die vorislamische Zeit zurück. Im altbabylonischen Gilgamesch-Epos gelangt der Held Gilgamesch jenseits der weiten Steppe zum Berg Mašu, einem gedanklichen Vorläufer des Ringgebirges, jenseits dessen sich das Himmelsgewölbe erhebt. Die nordöstlich des Ural lebenden Mansen kennen einen mythischen ersten Menschen, der sah, dass die wie eine Scheibe oder ein Brotlaib auf dem Wasser treibende Erde nicht zur Ruhe kam und sich Rat suchend an den Himmelsgott wandte. Dieser gab dem Urmenschen einen mit Silber beschlagenen Gürtel, mit dem er die Erde umbinden sollte. Als er dies getan hatte, wölbte sich die Erde am Rand auf und es entstand das Ringgebirge, bei dem es sich in diesem Fall um den Ural handelt.
Ähnliche Vorstellungen führten bei den Russen am Petschora-Fluss dazu, die sie umgebenden Berge als zemnoi pojas (russisch „Erdgürtel“) zu bezeichnen, was Siegmund von Herberstein in seinen Reisebeschreibungen aus dem 16. Jahrhundert in lateinischer Sprache cingulus mundi („Weltgürtel“) nennt und mit dem Ural verbindet. Vermutlich haben die europäischen Russen dieses Weltmodell, das sich auch mit einem zentralen Weltenberg verbinden lässt, von weiter östlich lebenden Völkern erhalten.
Ein Gürtel, mit dem die Welt umspannt wird, findet sich auch als „eiserner Gebirgsring“ bei den Mongolen und in Tibet; bei den Tataren reitet ein mythischer Held solange, bis er am Ende der Welt einen hohen Berg erreicht.

## Qaf in der persischen Mythologie
Qaf dient als mythisches Motiv für die persische Dichtung, besonders für das Epos Schāhnāme von Firdausi und für die Dichtung Die Konferenz der Vögel von Fariduddin Attar, zwei große Dichter der persischen Sprache und Literatur. Dieser Berg wird als das Vogelnest für Simurgh bzw. Cenmurv und als den Zielort seiner Selbsterkennung bezeichnet. Firdausi bringt in seinem Schāhnāme den Berg mit (persisch باختر) Baktrien (heute Afghanistan) in Zusammenhang, so dass die großen Helden der iranischen Mythologie, aber auch die Dichter von diesem Gebirge stammen.
Die Sage von Simurgh (auch „Saena“), die der Phönixgeschichte des Abendlandes ähnlich ist, und eigentlich eine schwierige Reise mit sieben Hindernissen in das Innere des Ichs beschreibt, stellt eine Allegorie dar. Bei der Geschichte handelt es sich um eine schwierige, mit sieben Tälern verbundenen Reise von 1000 Vögeln, die sich auf den Weg nach Kuh-e Kaf begaben, um an einem unerreichbaren Ort hinter dem Berg mit unaussprechlichem Namen ihren König Simurgh zu finden. Nur 30 Vögel erreichten das Ziel, an dem sie feststellen mussten, dass der Königsvogel Simurgh – daher sein Name „Dreißig Vögel“ – eigentlich in ihrer Gedankenwelt bereits in ihnen steckt, dass also die innere und die äußere Welt eins sind.